# Narrowboat

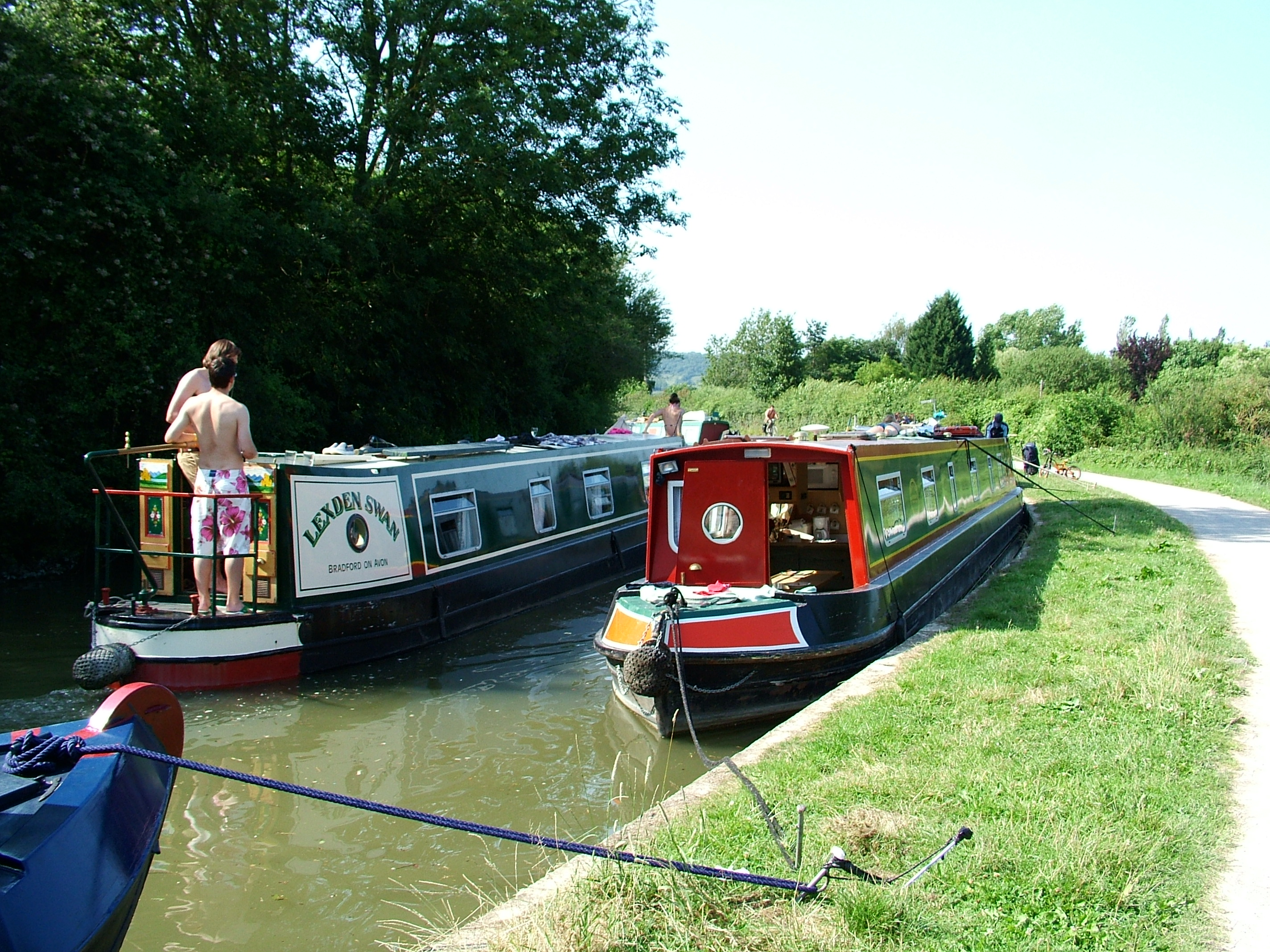
Narrowboats modernes, ici destinés à la plaisance.

Un narrowboat (litt. : « bateau étroit ») est un type de péniche au gabarit caractéristique, adapté à la navigation sur les canaux du Royaume-Uni (en). Dans le contexte des voies fluviales navigables britanniques, il désigne à l'origine les bateaux traditionnels construits aux XVIIIe, XIXe et XXe siècles pour le transport des marchandises sur les canaux dont les écluses ont le plus souvent une largeur de sept pieds (2,13 m), voire inférieure pour certaines. Le terme s'est étendu aux « narrowboats » modernes utilisés comme péniches de plaisance pour le tourisme fluvial et de plus en plus comme des houseboats, dont la conception et les dimensions sont une interprétation des anciens bateaux pour des utilisations et des matériaux modernes.

## Historique
Les premiers narrowboats ont joué un rôle clé dans les changements économiques de la révolution industrielle britannique. C'étaient des bateaux en bois tirés par des chevaux sur le chemin de halage dirigés par un conducteur, souvent un enfant. Ils étaient principalement conçus pour le transport de marchandises, bien que certains bateaux transportaient aussi des passagers, des bagages, du courrier et des colis.

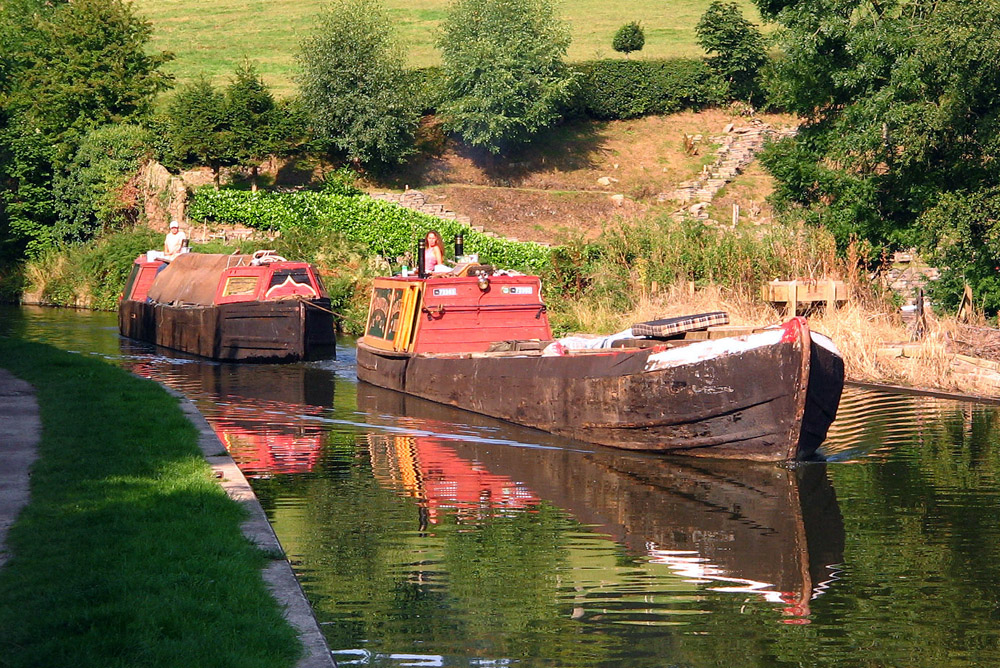
Deux narrowboats historiques dans un canal. Le "Forget Me Not", en premier plan, tracte le "Lilith" non motorisé en arrière-plan – une configuration traditionnelle après la généralisation de la motorisation.

Les familles des bateliers vivaient à l'origine à terre, mais dans les années 1830 les canaux ont commencé à souffrir de la concurrence de l'essor du trafic ferroviaire. Les familles, en particulier ceux qui ne possédaient qu'un seul bateau, ont commencé à vivre à bord, en partie parce qu'ils ne pouvaient plus se permettre les loyers, qu'il fallait avoir de la main d’œuvre supplémentaire pour travailler sur des bateaux plus grands et pour maintenir les familles ensemble.
La partie arrière du bateau est devenue l'habitation du batelier, avec un confort parfois précaire. Le mode de vie itinérant rendait impossible la scolarisation des enfants.

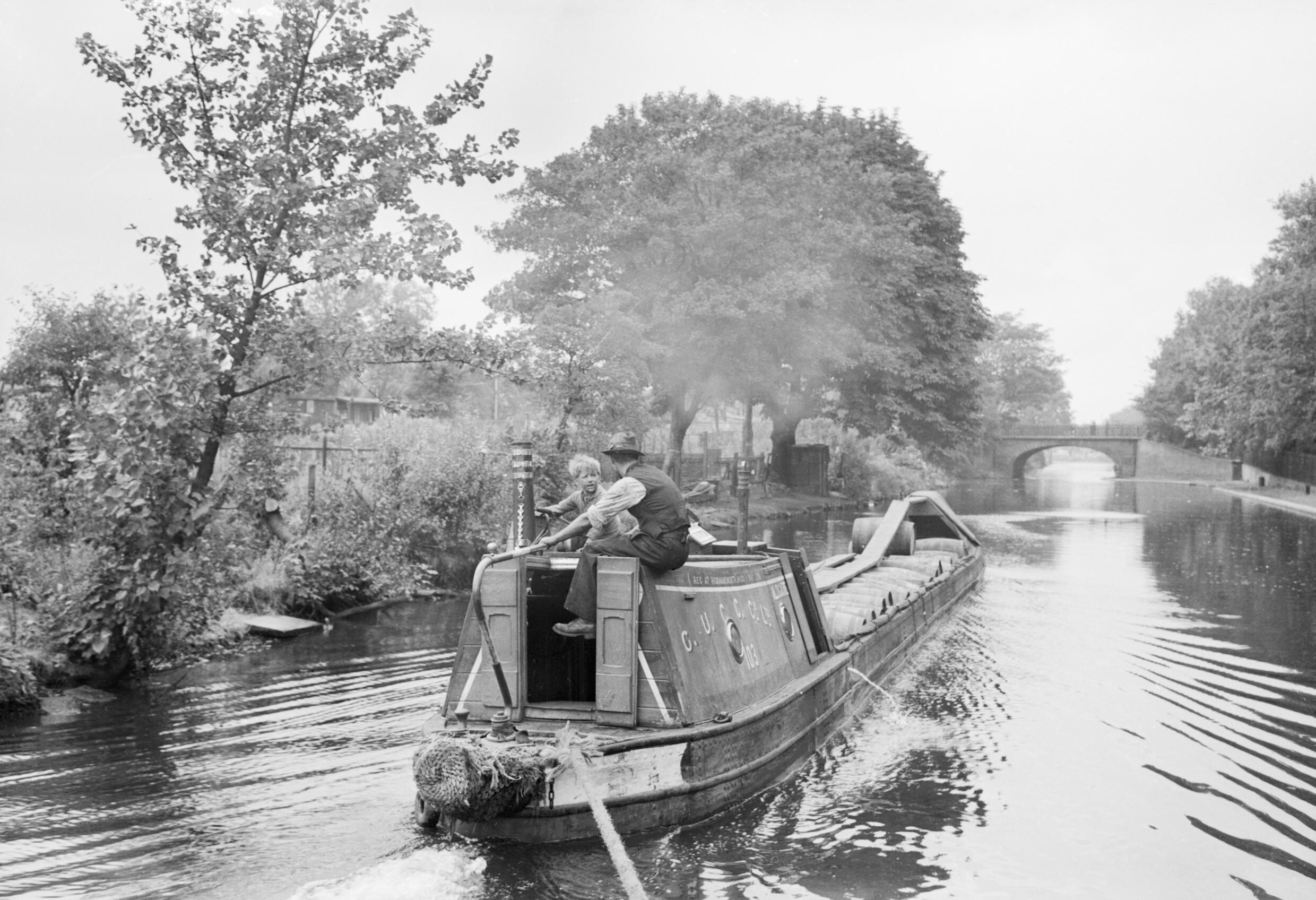
Un narrowboat chargé de tonneaux sur le Regent's Canal en 1944.

Puis les machines à vapeur puis diesel ont progressivement remplacé le remorquage dans les premières années du XXe siècle. Il était devenu possible de déplacer encore plus de cargaison avec moins de main d’œuvre en remorquant un deuxième bateau non propulsé.
Le transport de fret par narrowboat a diminué à partir de 1945 et le dernier trafic de longue distance régulier a disparu en 1970.
Quelques personnes font de leur mieux au XXIe siècle pour conserver vivante la tradition du transport de marchandises par les canaux, principalement par des livraisons ponctuelles plutôt que par des expéditions régulières, ou par la vente de marchandises comme le charbon à d'autres plaisanciers. Les amateurs restent fidèles à la restauration des vieux narroboats restants.
Il y a quelques narrowboats à vapeur tels que l'ex-Fellows Morton & Clayton Ltd (en) les President de 1909 ou Peacock de 1915.

## Caractéristiques
La principale caractéristique distinctive d'un narrowboat actuel est sa largeur qui doit être inférieure à 7 pieds (2,13 m) de large pour pouvoir naviguer sur les canaux britanniques. 
Certains vieux bateaux sont très proches de cette limite (2,17 mètres ou légèrement plus), et peuvent avoir des difficultés à utiliser certaines écluses étroites dont la largeur a été réduite au fil du temps en raison de leur réfection. 
Les bateaux modernes sont habituellement construits avec un maximum de 6 pieds 10 pouces (2,08 m) de large pour garantir un passage facile dans le réseau standard des canaux britanniques.
En raison de leur caractère étroit, certains narrowboats semblent très longs. La longueur maximale est d'environ 72 pieds (21,95 m), ce qui correspond à la longueur des plus petites écluses des voies navigables standard. 
Les narrowboats modernes tendent à être plus courts, pour permettre la navigation n'importe où sur le réseau des canaux britanniques, certaines écluses sur des cours d'eau isolés étant réduites à 40 pieds (12,19 m).